# Bredstrup
Bredstrup es una localidad situada en el municipio de Fredericia, en la región de Dinamarca Meridional (Dinamarca), con una población estimada a principios de 2022 de 458 habitantes.
Se encuentra ubicada en la península de Jutlandia, junto al estrecho Pequeño Belt, que la separa de la isla de Fionia.